# Masterminds
Masterminds er en amerikansk komediefilm baseret på Loomis Fargo røveriet i North Carolina i 1997. Filmen er instrueret af Jared Hess og skrevet af Chris Bowman, Jody Hill, Danny McBride, Hubbel Palmer og Emily Spivey. Hovedrollerne spilles af Zach Galifianakis, Owen Wilson, Kristen Wiig og Jason Sudeikis. Filmen udgives i USA den 19. august, af Relativity Media.

## Medvirkende
- Zach Galifianakis som David Scott Ghantt
- Kristen Wiig som Kelly Campbell
- Owen Wilson som Steve Chambers
- Mary Elizabeth Ellis som Michelle Chambers
- Karsten Friske som Cort Chambers
- Jason Sudeikis som  Mike McKinney
- Ken Marino som Doug
- Devin Ratray som Runny
- Kate McKinnon
- Leslie Jones som Detective
- Jon Daly
- Ross Kimball som Eric
- Jordan Israel
- Njema Williams som Ty